# Horch 850
La Horch 850 ed i suoi modelli derivati costituirono una famiglia di autovetture di lusso prodotte dal 1935 al 1940 dalla Casa automobilistica tedesca Horch.

## Storia e profilo

### Caratteristiche
Con il lancio della 850, avvenuto nel dicembre del 1934 (ma la maggior parte delle fonti sposta il debutto della vettura al 1935), proseguì l'evoluzione della produzione di punta della Horch. A quel punto, tutti i modelli della Casa di Zwickau erano ormai equipaggiati con motori ad 8 cilindri: la più compatta ed economica 830 fu costretta a montare un V8 per esigenze di spazio, visto che il suo cofano motore di dimensioni più ridotte non poteva contenere un 8 cilindri in linea. Quest'ultima soluzione fu invece mantenuta proprio dalla 850. Non solo, ma di fatto si trattava dello stesso identico motore che nelle fasi finali della storia delle Horch 8 stava equipaggiando la 500B, vettura destinata di fatto ad essere sostituita proprio dalla 850. Invariata rimase la cilindrata di 4944 cm³, così come le misure di alesaggio e corsa (87x104 mm) e la potenza massima di 100 CV. Anche il telaio a longheroni e traverse rimase pressoché immutato, tranne che per la presenza di nuovi elementi con funzione di stabilizzatori, montati longitudinalmente. L'interasse era pure invariato a 3.75 metri di lunghezza, come nella 500B uscente (che in realtà sarebbe rimasta a listino per altri sei mesi), e così pure l'impianto frenante con circuito idraulico e servoassistenza a depressione e le sospensioni. L'architettura meccanica era ovviamente di tipo classico, ossia a motore anteriore e trazione posteriore, con l'albero di trasmissione che portava la coppia motrice del 5 litri Horch al retrotreno per mezzo di un cambio ZF a 4 marce integrabile a richiesta con un rapporto supplementare tipo overdrive. La 850 raggiungeva una velocità massima di 125 km/h e fu proposto in due varianti di carrozzeria, limousine o cabriolet, ognuna delle quali era a loro volta ordinabile in allestimento normale o speciale. Era inoltre disponibile una terza variante di carrozzeria, denominata Sport-Cabriolet: la 850 così allestita prese il nome di 850 Sport.

### Evoluzione della gamma
Al lancio della gamma 850 vi fu anche l'introduzione in listino di un ulteriore modello denominato 851, ma la sua presentazione ufficiale al pubblico non avvenne che al Salone di Berlino del febbraio 1935. La 851 era un'ulteriore variante ad allestimento speciale della 850, della quale mantenne il telaio, il gruppo motopropulsore e la meccanica telaistica. Il particolare e lussuoso allestimento della 851 la portò a pesare circa 130 kg in più rispetto alla 850 da cui derivava, ma le prestazioni non subirono variazioni di sorta. Così, la 851 intendeva prendere il posto della Horch 670, anch'essa un modello prossimo al pensionamento.

La presentazione della 851 fu l'occasione per estendere la gamma già esistente con l'introduzione della 853, una nuova variante sportiva, sempre con carrozzeria cabriolet, che si differenziava dalla 851 per le differenti sospensioni: all'avantreno debuttò infatti la soluzione a ruote indipendenti (sempre con molle a balestra semiellittica), mentre al retrotreno, comparve il ponte De Dion. Queste soluzioni tecniche più moderne e raffinate, unite ad un allestimento ancora più ricco, fecero della 853 uno dei modelli di urlo della produzione Horch di metà anni trenta. Anche il prezzo di 14.900 RM contro i 13.900 della 851 pose quest'ultima un gradino più in basso rispetto alla 853. Tra le altre caratteristiche della 853 erano da segnalare l'utilizzo di un telaio a passo accorciato di 25 cm (ridotto perciò a 3.5 metri), i catadiottri posteriori ed i fari antinebbia frontali. Assieme alla 853, sempre nel febbraio 1935 e sempre al Salone di Berlino, fu presentata anche la 855, tecnicamente simile alla853, ma con carrozzeria roadster e telaio a passo ulteriormente accorciato (3.3 metri).

La gamma, composta a questo punto da cinque versioni, entrò nel vivo della carriera commerciale: la 850, in quanto versione di "base", subì solo pochi aggiornamenti di dettaglio durante la sua intera carriera. Nel 1936 vi furono novità consistenti dal punto di vista della gamma. Nel mese di ottobre venne infatti introdotta la 951, destinata a sostituire la 851: nei primi due mesi i due modelli convissero nel listino, ma dal mese di gennaio il modelo meno recente lasciò campo libero al nuovo arrivato. La 851 si differenziava dalla 851 per le sospensioni mutuate dai modelli sportivi 853 ed 855, ma soprattutto per il motore portato da 100 a 120 CV. La 951 fu inoltre anche la Horch che sfruttò il telaio dal passo più lungo tra tutti quelli utilizzati dalla Casa di Zwickau: ben 3.795 metri di lunghezza per l'interasse del telaio della 951

Alla fine del 1937, la 853 venne sostituita dalla 853 A, che differiva dal precedente modello per il nuovo propulsore da 120 CV e per il nuovo avantreno a triangoli, avantreno provvisto tra l'altro di un telaietto ausiliario per sostenere il radiatore. La 853 A nasceva inoltre su un telaio dall'interasse ridotto di 5 cm rispetto a quello della 853. Parallelamente alla 853 A continuò ad essere prodotta anche la 855, sempre con carrozzeria roadster, ma senza grosse novità di sorta. Anzi, sulla base meccanica della 853 A si poteva scegliere sia la consueta cabriolet, sia la roadster, che però veniva di solito carrozzata da altri carrozzieri, e non dalla Gläser o dalla Baur. Il più rinomato tra i carrozzieri che realizzava roadster sulla base delle 853 A era Erdmann & Rossi. La differenza tra la roadster 853 A e la roadster 855 stava proprio nelle dimensioni del telaio, che aveva un passo di 3.45 metri nella 853 A e 3.3 metri nella 855.

Contemporaneamente alla 853 A debuttò anche la 951 A, evoluzione della 951 rispetto alla quale si differenziava per il nuovo avantreno condiviso con la 853 A, nonché per il già citato telaietto ausiliario di sostegno per il radiatore. Le grosse dimensioni della 951 A, riprese da quelle della 951, fecero sì che questo modello stabilisse un nuovo record: nella versione Pullman-Cabriolet (ossia una cabriolet a 4 porte e a 6 finestrini) la 951 A si rivelò la Horch più pesante mai costruita con i suoi 2.950 kg di peso.

A questo punto cominciò la rapida fase calante della carriera delle Horch da 5 litri: al Salone di Berlino del 1939 fece scalpore una Horch 853 A Roadster (carrozzata da Erdmann & Rossi) con autoradio, una vera soluzione di lusso per quegli anni. Nel giugno dello stesso anno uscirono di listino la 850 e la 855. A questo punto rimasero solo la 951 A e la 853 A: quest'ultima cessò di essere commercializzata nel gennaio del 1940, mentre la 951 A continuò la sua carriera commerciale fino al mese di settembre, un anno dopo lo scoppio della Seconda Guerra Mondiale. 

Se si esclude l'esemplare unico costruito per l'ex-manager Horch Richard Bruhn negli anni cinquanta, la 951 A fu l'ultima Horch mai costruita. Nel dopoguerra la produzione Horch non sarebbe mai più ripresa.

### Galleria d'immagini
| Horch 850 | Horch 853 | Horch 853 A | Horch 855 | Horch 951 A | Horch 853 Voll & Ruhrbeck Sport Cabriolet |
| --------- | --------- | ----------- | --------- | ----------- | ----------------------------------------- |
|           |           |             |           |             |                                           |
| 1935-39   | 1935-37   | 1938-40     | 1935-39   | 1937-40     | 1937                                      |

### Tabella riepilogativa
Di seguito vengono riepilogate le caratteristiche della gamma delle Horch 5 litri della seconda metà degli anni '30. I prezzi riportati sono espressi in reichsmark (RM), la moneta tedesca dell'epoca, e si riferiscono all'allestimento meno costoso:
| Modello | Carrozzerie disponibili                                | Motore                                       | Alesaggio x corsa (mm) | Cilindrata cm³ | Alimentazione                        | Potenza CV/rpm | Cambio/ N°rapporti                 | Passo (m) | Massa a vuoto (kg) | Velocità max | Consumo (l/100 km) | Anni di produzione | Prezzo al debutto | Esemplari prodotti |
| ------- | ------------------------------------------------------ | -------------------------------------------- | ---------------------- | -------------- | ------------------------------------ | -------------- | ---------------------------------- | --------- | ------------------ | ------------ | ------------------ | ------------------ | ----------------- | ------------------ |
| 850     | Limousine cabriolet 6 luci cabriolet-sport             | Anteriore longitudinale, 8 cilindri in linea | 87x104                 | 4944           | Carburatore doppio corpo Solex 35IFF | 100/3400       | Manuale ZF a 4 marce               | 3.45-3.75 | 1.800              | 125          | 21                 | 12/1934-1937       | 14.900            | 432                |
| 850     | Limousine cabriolet 6 luci cabriolet-sport             | Anteriore longitudinale, 8 cilindri in linea | 87x104                 | 4944           | Carburatore doppio corpo Solex 35IFF | 120/3400       | Manuale ZF a 4 marce               | 3.45-3.75 | 1.800              | 125          | 22                 | 1937-06/1939       | 14.900            | 432                |
| 851     | Limousine cabriolet 6 luci                             | Anteriore longitudinale, 8 cilindri in linea | 87x104                 | 4944           | Carburatore doppio corpo Solex 35IFF | 100/3400       | Manuale ZF a 4 marce               | 3.75      | 1.930              | 125          | 22                 | 12/1934-01/1937    | 13.950            | 243                |
| 853     | cabriolet-sport                                        | Anteriore longitudinale, 8 cilindri in linea | 87x104                 | 4944           | Carburatore doppio corpo Solex 35IFF | 100/3400       | Manuale ZF a 4 marce               | 3.45      | 1.900              | 135          | 22                 | 02/1935-12/1937    | 14.900            | 681                |
| 853 A   | cabriolet-sport                                        | Anteriore longitudinale, 8 cilindri in linea | 87x104                 | 4944           | Carburatore doppio corpo Solex 35IFF | 120/3400       | Manuale ZF a 4 marce con overdrive | 3.45      | 1.900              | 135          | 21.5               | 01/1938-01/1940    | 15.250            | 342                |
| 855     | roadster                                               | Anteriore longitudinale, 8 cilindri in linea | 87x104                 | 4944           | Carburatore doppio corpo Solex 35IFF | 100/3400       | Manuale ZF a 4 marce               | 3.30      | 1.900              | 140          | 22                 | 02/1935-1937       | 22.000            | 7                  |
| 855     | roadster                                               | Anteriore longitudinale, 8 cilindri in linea | 87x104                 | 4944           | Carburatore doppio corpo Solex 35IFF | 120/3400       | Manuale ZF a 4 marce con overdrive | 3.45      | 1.900              | 140          | 22                 | 1937-06/1939       | 22.000            | 7                  |
| 951     | Limousine cabriolet 6 luci                             | Anteriore longitudinale, 8 cilindri in linea | 87x104                 | 4944           | Carburatore doppio corpo Solex 35IFF | 120/3400       | Manuale ZF a 4 marce               | 3.795     | 1.900              | 135          | 22.5               | 11/1936-10/1937    | 17.500            | 146                |
| 951 A   | Limousine cabriolet a 4 o a 6 luci cabriolet a 6 posti | Anteriore longitudinale, 8 cilindri in linea | 87x104                 | 4944           | Carburatore doppio corpo Solex 35IFF | 120/3400       | Manuale ZF a 4 marce               | 3.745     | 1.900              | 135          | 22.5               | 12/1937-05/1938    | 17.850            | 365                |
| 951 A   | Limousine cabriolet a 4 o a 6 luci cabriolet a 6 posti | Anteriore longitudinale, 8 cilindri in linea | 87x104                 | 4944           | Carburatore doppio corpo Solex 35IFF | 120/3400       | Manuale ZF a 4 marce con overdrive | 3.745     | 1.900              | 135          | 22.5               | 06/1938-09/1940    | 17.850            | 365                |